# San Giovanni in Galdo
San Giovanni in Galdo – miejscowość i gmina we Włoszech, w regionie Molise, w prowincji Campobasso.
Według danych na rok 2004 gminę zamieszkiwało 669 osób, 35,2 os./km².